# Populus trichocarpa
Espèce
Classification APG III (2009)
Populus trichocarpa, aussi appelé peuplier de l'Ouest, est une espèce de plantes à fleurs de la famille des Salicaceae. C'est un peuplier à feuilles caduques très semblable au peuplier baumier avec lequel il s'hybride aisément quand leur aires se chevauchent.  Il est le plus grand feuillu indigène de Colombie-Britannique.  Il est aussi appelé peuplier baumier de l'Ouest, peuplier occidental et peuplier à fruit velu.

## Caractéristiques
- organes reproducteurs :
  - Type d'inflorescence : épi simple
  - Répartition des sexes :  dioïque
  - Type de pollinisation :  anémogame
  - Période de floraison :  mars à avril
- Graine :
  - Type de fruit :  capsule ovoïde pubescente
  - Mode de dissémination :  anémochore
- Habitat et répartition :
  - Habitat type : bois caducifoliés médioeuropéens, hydrophiles
  - Aire de répartition : ouest de l'Amérique du Nord (aire d'origine), introduit vers 1970 en Europe.

Données d'après : Julve, Ph., 1998 ff. - Baseflor. Index botanique, écologique et chorologique de la flore de France. Version : 23 avril 2004. 

## Utilisation comme espèce modèle
Populus trichocarpa présente plusieurs qualités faisant de lui un bon modèle d’étude pour comprendre la physiologie des arbres.
- Sa croissance est très rapide
- Importance économique, il est très recherché par les industriels
- La taille de son génome

La séquence du génome a été publiée en 2006. Le génome contient 485±10 millions de paires de bases réparties sur 19 chromosomes. Environ 41 335 gènes codant des protéines ont été identifiés. Cette étude permettra de contribuer aux travaux concernant l’amélioration de la résistance du peuplier aux pathogènes et insectes phytophages, la physiologie et la génétique des arbres et de la formation du bois. Elle contribuera aussi à mieux comprendre l’évolution des Angiospermes.